# Staatsschiff

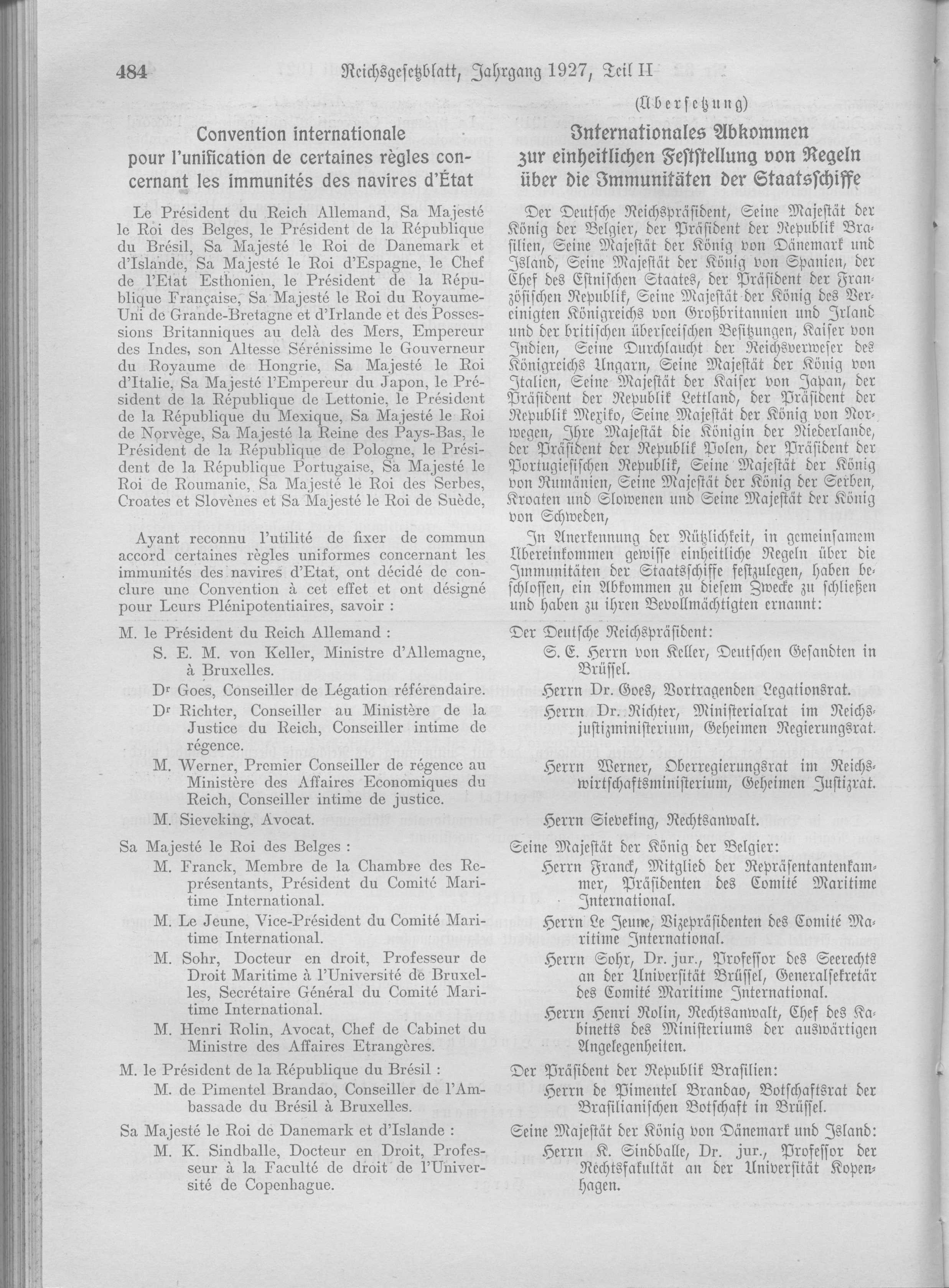
Internationales Abkommen zur einheitlichen Feststellung von Regeln über die Immunitäten der Staatsschiffe vom 10. April 1926

Ein Staatsschiff ist ein entweder im direkten staatlichen Eigentum stehendes oder indirekt von einem Staat für öffentliche Zwecke verwendetes Schiff.
Zur Gruppe der Staatsschiffe wurden in älterer Zeit (etwa um 1900) im Wesentlichen nur Kriegsschiffe gezählt. Heute fasst man damit unter anderem Kriegs-, Behörden- und Forschungsschiffe, darüber hinaus auch Staatsyachten, Staatshandelsschiffe sowie weitere zusammen. Der Status als Staatsschiff wird durch das Führen eigener Kriegs- oder Dienstflaggen kenntlich gemacht. Rechtlich werden Staatsschiffe in einer Vielzahl von Fällen gesondert behandelt. Seerechtlich genießen Staatsschiffe, die für hoheitliche Zwecke verwendet werden, Immunität, deren Ausprägung je nach Art und Verwendung des Schiffes verschieden weit reicht. So gelten Kriegsschiffe und Schiffe, die die Flagge eines Staatsoberhauptes oder eines seiner Vertreter zeigen, außerhalb des eigenen Hoheitsgebietes als exterritorial. Darüber hinaus kommen ihnen gewisse Ehrenrechte zu. Auch registerrechtlich werden Staatsschiffe gesondert behandelt und sind beispielsweise in der Regel nicht pfändbar. Gesetzlich verankert ist der Sonderstatus der Staatsschiffe unter anderem im Internationalen Übereinkommen zur einheitlichen Feststellung einzelner Regeln über die Immunität staatlicher Seeschiffe von 1926 und im Artikel 32 (Immunitäten der Kriegsschiffe und der sonstigen Staatsschiffe, die anderen als Handelszwecken dienen) des Seerechtsübereinkommen der Vereinten Nationen.
Im übertragenen Sinn wird der Begriff „Staatsschiff“ seit der Antike auch als Synonym für den Staat oder ein Staatengebilde verwendet.

## Einzelbelege
1. ↑  Jörn Wille: Die Verfolgung strafbarer Handlungen an Bord von Schiffen und Luftfahrzeugen, Verlag Walter de Gruyter, 1974, S. 49.
2. ↑  Stephan Leibfried: Staatsschiff Europa, In: Bundeszentrale für politische Bildung, 23. April 2010
3. ↑  Dudeneintrag Staatsschiff
4. ↑  Kommentar zu: Emblema Votivum Wegendessen/Von Königlicher Mayestet Heinrico IIII In: Wolfgang Harms (Hrsg.): Deutsche illustrierte Flugblätter des 16. [sechzehnten] und 17. Jahrhunderts, Bd. 2 im Verlag Kraus, München, 1989, ISBN 3-484-10488-0, S. 396.